# Une part d'ombre
Pour plus de détails, voir Fiche technique et Distribution.
Une part d'ombre est un thriller psychologique belgo-franco-suisse réalisé par Samuel Tilman qui est sorti en mars 2018.

## Synopsis
À son retour d'un séjour avec ses amis et sa famille dans les Vosges, David est soupçonné de meurtre. Peu à peu, le doute et la méfiance commencent à se propager dans son cercle d'amis.

## Fiche technique
- Titre original : Une part d'ombre
- Réalisation : Samuel Tilman
- Scénario : Samuel Tilman
- Musique : Vincent Liben
- Son : Jean-François Levillain, Franco Piscopo
- Photographie : Frédéric Noirhomme
- Montage : Thijs Van Nuffel
- Décors : Catherine Cosme
- Costumes : Catherine Cosme
- Production : Eklektik Productions, Good Fortune Films, Point Prod, Serendipity, Urban Factory
- Pays d'origine : Belgique, Suisse, France
- Langue originale : français
- Format : couleur
- Genre : thriller psychologique
- Durée : 94 minutes
- Dates de sortie :
  - Belgique : 7 mars 2018
  - France : 22 mai 2019

## Distribution
- Fabrizio Rongione : David
- Natacha Régnier : Julie
- Baptiste Lalieu : Noël
- Myriem Akheddiou : Cathy
- Christophe Paou : Marco
- Yoann Blanc : Fabian
- Steve Driesen : Simon
- Erika Sainte : Maud
- Naïma Ostrowski : Jeanne
- Jules Galland : Hugo
- Frédéric Clou : Policier

## Accueil

### Critiques
En France, le film obtient une moyenne de 3,2 sur AlloCiné.
Le Figaro évoque « un thriller psychologique brillamment exécuté ». Pour L'Express, le film est « à la fois intimiste et glaçant » et bénéficie « de la composition de Fabrizio Rongione, ambigu à souhait en suspect idéal ». Télérama dresse une critique assez mitigée de la distribution : « Le comédien Fabrizio Rongione (connu pour sa complicité avec les frères Dardenne) fait brillamment son affaire. Autour de lui, le portrait de groupe est plus ordinaire. » Dernières Nouvelles d'Alsace déplore que « la structure narrative ne délivre que très progressivement et partiellement une vérité jusqu'au bout fuyante ». Le Nouvel Observateur juge que le film est « du bon, du très bon polar psychologique » et que « le personnage (excellent Fabrizio Rongione) est assez ambigu pour nourrir l'incertitude ». Le Monde regrette que le film fasse « monter la pression sur les personnages, un peu moins sur les spectateurs ».
Au Canada, La Presse note : « Sur les traces d'Hitchcock, qui aurait fait un détour chez Chabrol, le cinéaste belge construit une intrigue policière bien ficelée, avec une bonne dose de psychologie humaine. » Le Devoir résume ainsi le film : « Sur quoi repose une bonne réputation ? Sur pas grand chose, s'il faut en croire Samuel Tilman. »
En Belgique, La Libre Belgique explique que le réalisateur « entretient le suspense tout du long » en « usant avec brio du hors-champ ou de l'ellipse narrative ». Le Soir qualifie le long-métrage de « film atmosphérique tout en tension ».

## Distinctions

### Récompenses
- Festival international du film policier de Beaune 2018 : Prix spécial police[9],[10].

### Nominations
- Magritte 2019 :
  - Magritte de la meilleure actrice pour Natacha Régnier.
  - Magritte de la meilleure actrice dans un second rôle pour Erika Sainte.
  - Magritte du meilleur acteur dans un second rôle pour Yoann Blanc.
  - Magritte du meilleur espoir féminin pour Myriem Akheddiou.
  - Magritte du meilleur espoir masculin pour Baptiste Lalieu.
  - Magritte de la meilleure musique originale pour Vincent Liben.
  - Magritte du premier film.